# Habronestes gayndah
Habronestes gayndah là một loài nhện trong họ Zodariidae.
Loài này thuộc chi Habronestes. Habronestes gayndah được Barbara C. Baehr miêu tả năm 2008.